# Synaphea recurva
Synaphea recurva är en tvåhjärtbladig växtart som beskrevs av Alexander Segger George. Synaphea recurva ingår i släktet Synaphea och familjen Proteaceae. Inga underarter finns listade i Catalogue of Life.